# Трубилин, Иван Тимофеевич
Ива́н Тимофе́евич Труби́лин (22 января 1931, Шкуринская, Северо-Кавказский край — 8 декабря 2014, Краснодар) — советский и российский организатор сельского хозяйства, экономист, академик ВАСХНИЛ (1988) и РАН (2013), Герой Социалистического Труда (1991), Герой Труда Кубани (2002). Ректор Кубанского сельскохозяйственного института (1970—2007).

## Биография
Родился в станице Шкуринская Кущёвского района Северо-Кавказского края и был самым младшим в семье казака Тимофея и Анны Трубилиных. В 1954 году он окончил Мелитопольский институт механизации сельского хозяйства, работал в машинно-тракторной станции, а затем в ремонтно-технической станции. 
С 1958 года на партийных должностях, начал первым секретарём Гулькевичского райкома КПСС, начальником Армавирского производственного колхозно-совхозного объединения, затем с июня 1962 года председателем Краснодарского крайисполкома, председателем Краснодарского сельского крайисполкома (1962—1964), начальником краевого управления сельского хозяйства.
В 1968 защитил кандидатскую диссертацию по теме «Экономика производства зерна на орошаемых землях в Краснодарском крае».
В 1970 году был назначен ректором Кубанского сельскохозяйственного института (с 1991 года Кубанский государственный аграрный университет). В 2007 году ушёл со своего поста, оставшись Президентом университета.
Автор около 150 научных работ в области сельского хозяйства, ряда учебников и учебных пособий. Участвовал в строительстве обводного канала вокруг Краснодара и других зданий и жилищных массивов. Действительный член Международной академии информатизации при ООН. Проживал в Краснодаре. 
Профессор (1974), доктор экономических наук (1976). 
Умер 8 декабря 2014 года на 84-м году жизни после продолжительной болезни. Похоронен на аллее Почётных граждан города на Славянском кладбище.

### Семья
Старший брат — Николай Тимофеевич Трубилин (1929—2009), доктор медицинских наук, организатор здравоохранения.
Сын — Александр Иванович Трубилин, с 2007 года ректор Кубанского государственного аграрного университета, член-корреспондент РАН (2019).
Сын — Евгений Иванович Трубилин (1956—2021), доктор технических наук, профессор, заслуженный деятель науки Кубани, почетный работник высшего профессионального образования РФ.

## Основные работы
- Анализ хозяйственной деятельности сельскохозяйственных предприятий. — 3-е перераб. и доп. изд.— М.: Агропромиздат, 1987 (в соавт. с В. И. Завгородним и Т. Е. Малофеевым);
- Системы земледелия в Краснодарском крае на 1990—1995 годы и на период до 2000 года: рекомендации. — Краснодар: Кн. изд-во, 1990. (в соавт. с П. Н. Рыбалкиным и др.);
- Бухгалтерский производственный учёт в сельском хозяйстве. — Краснодар, 2000 (в соавт. с В. В. Говдя);
- Автоматизированные информационные технологии в экономике. — [8-е изд.]. — М.: Финансы и статистика, 2002 (в соавт. с М. И. Семёновым и др.);
- Проблемы повышения эффективности сельскохозяйственного производства в предприятиях различных форм собственности и хозяйствования. — Краснодар: Кн. изд-во, 2003.

## Награды и звания
- Герой Социалистического Труда с вручением ордена Ленина и медали «Серп и Молот»[5] за «большой личный вклад в развитие сельскохозяйственной науки и подготовку высококвалифицированных специалистов для агропромышленного комплекса страны»[8] (Указ Президента СССР от 30 апреля 1991 №УП-1865);
- Герой Труда Кубани (2002)[7][8];
- Заслуженный деятель науки Российской Федерации (1995)[10];
- орден Ленина (1986)[3];
- орден Октябрьской Революции[3];
- два ордена Трудового Красного Знамени (1966, 1973)[3];
- орден Дружбы народов[3];
- орденами «За заслуги перед Отечеством» 3-й степени (2008)[11][12];
- орденами «За заслуги перед Отечеством» 4-й степени (2003)[13];
- медали[5]
- Почетная грамота Правительства Российской Федерации (2001)[14].

## Память

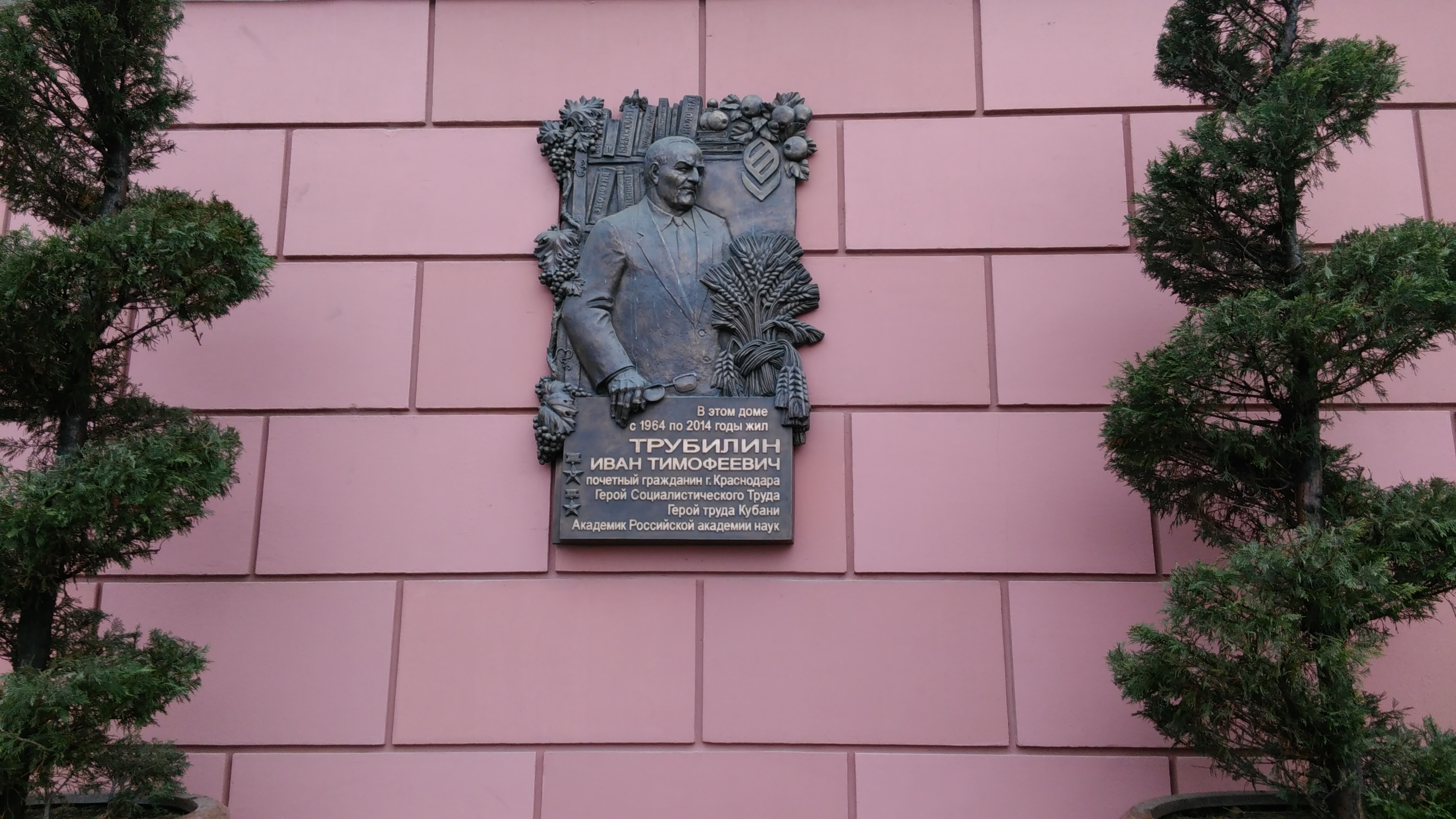
Памятная доска Трубилину И. Т. в Краснодаре

- На могиле Героя установлен надгробный памятник.
- На доме по ул. Красная в Краснодаре, где жил Герой, установлена памятная доска[3][15].
- Улица 2-я Линия (часть) в Краснодаре переименована в улицу Академика Трубилина (2015)[3].